# Antigonos III Doson
Antigonos III Doson (chữ Hy Lạp: Αντίγονος Δώσων, 263 TCN-221 TCN) là một vị vua thuộc triều đại Antigonos của Macedonia, triều đại của ông kéo dài từ năm 229 TCN-221 TCN.

## Gia đình
Antigonos là con trai của một hoàng tử người Hy Lạp - Macedonia là Demetrius Công bình, còn gọi là Demetrios của Cyrene, con trai của Demetrius Poliorcetes và người vợ thứ ba của ông, Ptolemaïs, con gái của Ptolemaios I Soter và em gái của Ptolemaios II Philadelphos. Cha ông, Demetrios của Cyrene, là người em cùng cha với mẹ của Demetrios II, Antigonos II Gonatas. Ông là kết quả của cuộc hôn nhân đầu tiên của cha ông với một phụ nữ quý tộc Hy Lạp tên là Olympias của Larissa. Anh trai của ông là một quý tộc Hy Lạp ít được biết đến có tên gọi là Echecrates. Và người chú bên nội của ông là vua Macedonia Antigonus II Gonatas. Sau khi vua Demetrius II của Macedon qua đời (năm 229 TCN), Antigonos trở thành người giám hộ cho con trai của Demetrios II, Philip. Vào năm 227 TCN, Antigonos lấy vợ cũ của Demetrios, Phthia, lật đổ đứa trẻ Philip và trở thành vua.

## Vua của Macedonia
Khi làm vua, Antigonus III đã chứng tỏ là mình là bậc thầy của chiến thuật ngoại giao và là của chiến lược quân sự. Trong chưa đến một thập kỷ cầm quyền, ông không chỉ bảo đảm biên giới quốc gia mình, ông cũng tái lập nó trở lại sức mạnh thống trị trong khu vực. Không giống như các vị vua cai trị trước đó của Macedonia, những người đã cố gắng thống trị đối với lãnh thổ các nước láng giềng độc lập về phía Tây và Nam, ông thành lập liên minh với Epirus và liên minh Achaea. Khi Sparta, đối thủ lịch sử sau này, đã cố gắng để thiết lập quyền bá chủ trên toàn bán đảo Peloponnese, Aratus của Sicyon - người lãnh đạo của phe đối lập với sự thống trị của Macedonia - mời Antigonos can thiệp (226 TCN).
Sau đó Antigonos hỗ trợ Aratos của Sicyon và liên minh Achaea chống lại liên minh Aetolia và Cleomenes III, vua của Sparta. Antigonos đã đánh bại Cleomenes III trong trận Sellasia, vào năm 222TCn, buộc ông ta phải bỏ trốn đến Ai Cập. Trong khi quân đội của ông đang tiến hành các chiến dịch ở miền nam Peloponnese, người Illyria xâm lược Macedonia từ phía bắc. Antigonos đã phải vội vã về phía bắc để đẩy lùi mối đe dọa mới này. Nhưng mặc dù lực lượng Macedonia đã một lần nữa chiến thắng trên chiến trường, chỉ huy của họ đã chết vì một động mạch đã vỡ ra khi ông ta la hét hiệu lệnh cho quân của mình